# Onè di Fonte
Onè di Fonte è una frazione del comune di Fonte, in provincia di Treviso e ne rappresenta la sede comunale.

## Geografia fisica
Il paese sorge ai piedi dei colli Asolani, punto di transizione tra la sottostante pianura e le Prealpi Bellunesi. È attraversato dal torrente Lastego, che nasce dal Monte Grappa per poi raggiungere il Musone (che scorre più ad est) poco oltre i confini comunali. Altro corso d'acqua è il rio Riazzolo.

## Storia
Dante Olivieri ritiene che il toponimo sia legato alle foreste che caratterizzavano la zona in epoca antica: ornèr è un termine dialettale veneto che significa "ontano".
Un tempo era nota come Villa Plana.

## Monumenti e luoghi d'interesse

### Chiesa parrocchiale
Nel Seicento la famiglia Badoer eresse una villa affiancata a una chiesetta dedicata alla Madonna del Carmine. Verso la metà del secolo successivo, visto l'aumento demografico e la lontananza della chiesa di Fonte Alto, l'oratorio fu aperto alle esigenze religiose degli abitanti.
Nella seconda metà dell'Ottocento la villa fu ereditata dall'allora vescovo di Treviso Federico Maria Zinelli e, dopo la sua morte, fu donata a monsignor Giovanni Battista Mander, già segretario dell'ecclesiasta. Questi, nel 1886 accolse le richieste della comunità e cominciò l'erezione di una nuova chiesa, in vicinanza del vecchio oratorio che fu poi demolito. L'edificio fu benedetto nel 1886 dallo stesso Mander.
All'interno sono conservate opere provenienti dal vecchio oratorio, tra cui la pala raffigurante la Madonna che consegna lo scapolare san Simone Stock e un angelo che indica il monte Carmelo.

### Villa Nervo, Bachis, Van Axel (municipio)
Oggi municipio del Comune, fu innalzata nel Settecento. Ha una pianta a "L", costituita dalla casa padronale e da due rustici, dei quali uno si dispone ortogonalmente rispetto alla villa.
Un tempo il perimetro della proprietà era delimitato da un caratteristico muro di ciottoli di fiume e corsi di mattone, oggi sostituito da un basso muretto intonacato con ringhiera. Sono invece originali i due cancelli di ingresso, dei quali uno è posto di fronte alla villa, l'altro in corrispondenza della barchessa adiacente.
Il fronte principale del corpo padronale, costruzione non molto grande, si sviluppa su tre piani, dei quali l'ultimo presenta il tipico sopralzo timpanato delle ville venete. Ai tre vertici del frontone si trovano tre pinnacoli culminanti con decorazioni in ferro battuto. Interessante la cornice modanata del timpano, la cui base è interrotta da una finta apertura centrale.
Al centro del primo piano si dispongono simmetricamente tre monofore, delle quali quella centrale è una portafinestra completata da un poggiolo in pietra. Nel complesso la facciata mostra una fitta trama di fasce orizzontali, in rilievo e di colore più scuro, le quali collegano davanzali e architravi; sono poi continuate lungo tutto le pareti esterne dell'edificio.

### Villa Fietta, Tattara, Persicini
Sorge in posizione sopraelevata, dominando il paese da nord. Presenta una planimetria a "L", costituita dalla casa padronale con l'adiacente barchessa e da un rustico ortogonale a quest'ultima. L'intero complesso è inserito in un piccolo giardino che si estende sino alla strada.
Il fronte principale della villa, edificio di appena due piani, è stato profondamente rimaneggiato nel Novecento. Su ciascun livello si dispongono simmetricamente sette aperture, sovrastate al centro da un ampio timpano, al centro del quale si trova un occhio circolare bordato di pietra. Sopra l'entrata, lungo l'asse principale, si trova un largo balcone fortemente aggettante.
L'edificio fu costruito dai conti Fietta ai primi dell'Ottocento, passando poi ai bellunesi. È stato recentemente restaurato.

### Villa Rinaldi, Forner Ceccato
Sorge nelle vicinanze della precedente, alle pendici della medesima altura. Il corpo padronale è perpendicolare, sul lato orientale, a un rustico porticato. La facciata principale è notevolmente asimmetrica: il primo piano si caratterizza per una trifora di archi a tutto sesto (le lunette sono oggi tamponate) completamente sfalsata rispetto alle tre arcate centinate del piano terra. Tra la trifora e il tetto a capanna si aprono due occhi ovali.
L'edificio, innalzato nel Settecento, ha subito un restauro che ha rimesso in mostra alcuni elementi decorativi